# Hamonterheide, Hageven, Buitenheide, Stamprooierbroek en Mariahof
Hamonterheide, Hageven, Buitenheide, Stamprooierbroek en Mariahof este o arie protejată (arie specială de conservare — SAC, sit de importanță comunitară — SCI, arie de protecție specială avifaunistică — SPA) din Belgia întinsă pe o suprafață de 13.125 ha, integral pe uscat.

## Localizare
Centrul sitului Hamonterheide, Hageven, Buitenheide, Stamprooierbroek en Mariahof este situat la coordonatele 51°10′00″N 5°35′00″E / 51.1667°N 5.5833°E.

## Înființare
Situl Hamonterheide, Hageven, Buitenheide, Stamprooierbroek en Mariahof a fost declarat arie de protecție specială avifaunistică în octombrie 1988 pentru a proteja 10 specii de animale. Alte tipuri de protecție:
- sit de importanță comunitară (în ianuarie 1900)
- arie specială de conservare (în ianuarie 1900)[1][2]

## Biodiversitate
Situată în ecoregiunea atlantică, aria protejată nu include niciun habitat protejat.
La baza desemnării sitului se află mai multe specii protejate de  păsări (10): pescăruș albastru (Alcedo atthis), buhai de baltă (Botaurus stellaris), caprimulg (Caprimulgus europaeus), Cygnus columbianus bewickii, ciocănitoarea de stejar (Dendrocopos medius), ciocănitoare neagră (Dryocopus martius), sfrâncioc roșiatic (Lanius collurio), ciocârlie de pădure (Lullula arborea), gușă albastră (Luscinia svecica), viespar (Pernis apivorus)